# Anna Skrzydlewska
Anna Skrzydlewska; imię zakonne siostra Alma od Ducha Świętego (ur. 28 lipca 1930 w Poznaniu, zm. 12 marca 2017 w Laskach) – polska zakonnica rzymskokatolicka ze Zgromadzenia Sióstr Franciszkanek Służebnic Krzyża, architekt wnętrz i artysta plastyk.

## Życiorys
W czasie II wojny światowej osiadła wraz z matką w Warszawie, gdzie uczyła się w internacie w tajnej szkole u sióstr niepokalanek. Po wojnie w latach 1945–1949 uzupełniała naukę w Szymanowie, gdzie uzyskała maturę. W latach 1949–1954 studiowała na Wydziale Architektury Wnętrz w Państwowej Wyższej Szkole Sztuk Plastycznych w Poznaniu (obecnie Uniwersytet Artystyczny w Poznaniu), zaś po uzyskaniu dyplomu wstąpiła do Zgromadzenia Sióstr Franciszkanek Służebnic Krzyża i 6 stycznia 1955 została przyjęta do postulatu. Pierwsze śluby złożyła w sierpniu 1956, a profesję wieczystą 15 sierpnia 1962.
Po przekazaniu Zgromadzeniu Sióstr Franciszkanek Służebnic Krzyża w 1956 przez prymasa Stefana Wyszyńskiego poaugustiańskiego klasztoru na ul. Piwnej (przy kościele św. Marcina) na dom generalny i formacyjny zgromadzenia wyjechała wraz z grupą sióstr do Warszawy. Brała udział w odbudowie zniszczonego w trakcie powstania warszawskiego kościoła św. Marcina będąc jednocześnie autorką wystroju tegoż kościoła. Na ten okres przypadło między innymi powstanie w kościele pierwszego w Warszawie stałego ołtarza w nurcie posoborowym. W latach 1965–1988 siostra Alma przyczyniła się do projektów lub adaptacji w duchu posoborowym wszystkich zgromadzeniowych kaplic.
Od 1972 pracowała w podwarszawskich Laskach, gdzie została przełożoną Domu macierzystego pw. św. Franciszka, w tym czasie nadzorując jednocześnie trwającą do 1983 przebudowę obiektu (była autorką całego projektu przebudowy). Jednocześnie brała udział w adaptacji strychu warszawskiego klasztoru przy ul. Piwnej, budowie „Domu Nadziei” dla niewidomych kobiet w Żułowie oraz Domu pw. św. Rafała w Laskach.
W latach 1977–1983 i 1983–1989 siostra Alma piastowała funkcję przełożonej generalnej Zgromadzenia Sióstr Franciszkanek Służebnic Krzyża, będąc jednocześnie w latach 1978–1987 członkinią Konsulty Wyższych Przełożonych Żeńskich Zgromadzeń Zakonnych. W latach 1965–1975 i w 1989 zaangażowana była w prace Komisji Sztuki Sakralnej Episkopatu Polski, zaś w 1984 w prace Komisji Charytatywnej, a w 1994 w prace Komisji ds. Kultury. Zmarła 12 marca 2017 i 18 marca została pochowana na cmentarzu w Laskach koło Warszawy.

## Wybrane odznaczenia
- Krzyż Oficerski Orderu Odrodzenia Polski (2011)[1]